# 乘法群
数学与群论中，乘法群指下列概念之一：
- 域、环或运算中含有“乘法”的其他结构，可逆元素形成乘法下的群。对域F，群是{\displaystyle (F\backslash \{0\},\ \cdot )}，其中0指F的零元，二元运算{\displaystyle \cdot }是域乘法；
- 代数环面{\displaystyle {\rm {GL}}(1)}。

## 例子
- 整数模n乘法群是{\displaystyle \mathbb {Z} /n\mathbb {Z} }的可逆元与乘法形成的群。n是合数时，除了0之外还有其他不可逆元。
- 正数{\displaystyle \mathbb {R} ^{+}}的乘法群是阿贝尔群，1是其单位元。对数是此群到实数{\displaystyle \mathbb {R} }加法群的群同构。
- 域F的乘法群是乘法下所有非零元的集合：{\displaystyle F^{\times }=F-\{0\}}。若F是q阶有限域（如{\displaystyle q=p}是素数，且{\displaystyle F=\mathbb {F} _{p}=\mathbb {Z} /p\mathbb {Z} }），则乘法群是循环群：{\displaystyle F^{\times }\cong C_{q-1}}。

## 单位根的群概形
n次单位根的群概形是乘法群{\displaystyle {\rm {GL}}(1)}上n次幂映射的核，可视作群概形。即，对任意整数{\displaystyle n>1}，可考虑乘法群上取n次幂的态射，并取适当的纤维积，其中态射e充当单位。
产生的群概形写作{\displaystyle \mu _{n}}（或{\displaystyle \mu \!\!\mu _{n}}）。当且仅当K的特征不整除n时，将其放在域K上会产生既约概形，这使其产生未约概形（幂零元在其结构层中的概形）的一些重要例子，如p元有限域上的{\displaystyle \mu _{p}}，p表示任意素数。
此现象不易用代数几何的经典语言表达。例如，它在表达特征p中的阿贝尔簇的对偶理论（皮埃尔·卡地亚的理论）时就显得非常重要。此群概形的伽罗瓦上同调是表示库默尔理论的一种方式。